# Otto Pettersson
Sven Otto Pettersson (Göteborg, 12 febbraio 1848 – Göteborg, 16 gennaio 1941) è stato un chimico e oceanografo svedese.

## Vita
Sven Otto Pettersson nacque il 12 febbraio 1848 a Göteborg, figlio di Johan Fredrik Pettersson e Emelie Leontine Borgman. Studiò a Uppsala, dove conseguì il dottorato nel 1872 con una tesi in chimica riguardante gli allumi di selenio. Dopo aver frequentato a Wiesbaden il laboratorio di Carl Remigius Fresenius, nel 1874 tornò a Uppsala come professore associato di chimica fisica. Iniziò a collaborare con Lars Fredrik Nilson e Gustav Ekman; quest'ultimo stimolò in lui l'interesse per l'idrografia. Nel 1875 sposò Agnes Irgens; il figlio Hans Pettersson diventerà fisico e oceanografo. Nel 1881 fu nominato professore ordinario, e nel 1884 professore di chimica all'Università di Stoccolma, dove ricoprì anche la carica di rettore dal 1893 al 1896.
A partire dal 1899 si adoperò per la fondazione dell'ICES (International Council for the Exploration of the Sea = Consiglio Internazionale per l'Esplorazione Marina), che avvenne a Copenaghen nel 1902. Pettersson ne fu poi presidente dal 1915 al 1920. Nel 1909, a 61 anni, lasciò l'Università di Stoccolma e si dedicò esclusivamente alla ricerca marina. Si stabilì a Holma vicino a Lysekil nel fiordo Gullmar, dove sin dal 1902 aveva istituito insieme a Gustaf Ekman una stazione idrografica nell'isola di Bornö.

## Ricerche
Le ricerche di Pettersson riguardarono principalmente la chimica fisica e inorganica e l'idrografia.
Nel campo della chimica operò principalmente in collaborazione con Lars Fredrik Nilson. Le loro ricerche più famose riguardano la preparazione del titanio metallico, che ottennero con una purezza del 95%. Inoltre studiarono la densità e altre proprietà fisiche come pressione di vapore e calore specifico di svariati composti inorganici (soprattutto cloruri di indio, gallio, ferro, alluminio, cromo, berillio e terre rare).
Nel campo dell'idrografia scrisse varie opere, tra le quali:
- (EN) O. Pettersson, Contributions to the Hydrography of the Siberian Sea, 1883.
- (FR) Pehr Theodor Cleve, G. Ekman, Sven Otto Pettersson, Les variations de l'eau de surface de l'ocean Atlantique, Bonniers Tryckeri Aktiebolag, 1901.
- (EN) S. O. Pettersson, On the Influence of Ice-melting Upon Oceanic Circulation, 1904.
- (DE) O. Pettersson, Ueber Meeresströmungen, Mittler & Sohn, 1908.
- (EN) O. Pettersson, Climatic Variations in Historic and Prehistoric Time, Springer, 1914.